# Deens voetbalelftal in 1997
Het Deens voetbalelftal speelde zes officiële interlands in het jaar 1997, alle duels in de kwalificatiereeks voor het WK voetbal 1998 in Frankrijk. De ploeg stond onder leiding van de Zweedse bondscoach Bo Johansson. Op de in 1993 geïntroduceerde FIFA-wereldranglijst zakte Denemarken in 1997 van de 54e (februari 1997) naar de 8ste plaats (december 1997).

## Balans
| Wedstrijden | Wedstrijden | Wedstrijden | Wedstrijden | Doelpunten | Doelpunten | Doelpunten | Punten |
| Gespeeld    | Winst       | Gelijk      | Verlies     | Voor       | Tegen      | Saldo      | Punten |
| ----------- | ----------- | ----------- | ----------- | ---------- | ---------- | ---------- | ------ |
| 6           | 3           | 2           | 1           | 10         | 5          | +5         | 1.333  |

## Interlands
|                                                   |                 |       |                   |                                                                                  |
| 29 maart WK-kwalificatie № 609 «onderlinge duels» | Kroatië         | 1 – 1 | Denemarken        | Poljud Stadion, Split Toeschouwers: 33.865 Scheidsrechter: Piero Ceccarini (ITA) |
| 29 maart WK-kwalificatie № 609 «onderlinge duels» | Davor Šuker 49' |       | 82' Brian Laudrup | Poljud Stadion, Split Toeschouwers: 33.865 Scheidsrechter: Piero Ceccarini (ITA) |

|                                                             |                                                                              |       |          |                                                                            |
| 30 april WK-kwalificatie № 610 «onderlinge duels» 20:15 uur | Denemarken                                                                   | 4 – 0 | Slovenië | Parken, Kopenhagen Toeschouwers: 41.278 Scheidsrechter: Hellmut Krug (GER) |
| 30 april WK-kwalificatie № 610 «onderlinge duels» 20:15 uur | Allan Nielsen 4' Per Pedersen 28' Brian Laudrup 52' (pen.) Allan Nielsen 56' |       |          | Parken, Kopenhagen Toeschouwers: 41.278 Scheidsrechter: Hellmut Krug (GER) |

|                                                 |                                   |       |                       |                                                                            |
| 8 juni WK-kwalificatie № 611 «onderlinge duels» | Denemarken                        | 2 – 0 | Bosnië en Herzegovina | Parken, Kopenhagen Toeschouwers: 43.000 Scheidsrechter: Karol Ihring (SVK) |
| 8 juni WK-kwalificatie № 611 «onderlinge duels» | Marc Rieper 67' Miklos Molnar 90' |       |                       | Parken, Kopenhagen Toeschouwers: 43.000 Scheidsrechter: Karol Ihring (SVK) |

|                                                      |                                                               |       |            |                                                                                          |
| 20 augustus WK-kwalificatie № 612 «onderlinge duels» | Bosnië en Herzegovina                                         | 3 – 0 | Denemarken | Stadion Koševo, Sarajevo Toeschouwers: 35.000 Scheidsrechter: Vítor Manuel Pereira (POR) |
| 20 augustus WK-kwalificatie № 612 «onderlinge duels» | Edin Mujčin 17' Elvir Bolić 23' (pen.) Elvir Bolić 32' (pen.) |       |            | Stadion Koševo, Sarajevo Toeschouwers: 35.000 Scheidsrechter: Vítor Manuel Pereira (POR) |

|                                                       |                                                         |       |                 |                                                                           |
| 10 september WK-kwalificatie № 613 «onderlinge duels» | Denemarken                                              | 3 – 1 | Kroatië         | Parken, Kopenhagen Toeschouwers: 41.381 Scheidsrechter: Sándor Puhl (HUN) |
| 10 september WK-kwalificatie № 613 «onderlinge duels» | Brian Laudrup 17' Michael Laudrup 36' Miklos Molnar 41' |       | 44' Davor Šuker | Parken, Kopenhagen Toeschouwers: 41.381 Scheidsrechter: Sándor Puhl (HUN) |

|                                                     |             |       |            |                                                                                       |
| 11 oktober WK-kwalificatie № 614 «onderlinge duels» | Griekenland | 0 – 0 | Denemarken | Olympisch Stadion, Athene Toeschouwers: 64.272 Scheidsrechter: Gilles Veissière (FRA) |
| 11 oktober WK-kwalificatie № 614 «onderlinge duels» |             |       |            | Olympisch Stadion, Athene Toeschouwers: 64.272 Scheidsrechter: Gilles Veissière (FRA) |

## FIFA-wereldranglijst
| JAN | FEB | MAR | APR | MEI | JUN | JUL | AUG | SEP | OKT | NOV | DEC |
| --- | --- | --- | --- | --- | --- | --- | --- | --- | --- | --- | --- |
|     | 4   |     | 5   | 3   | 4   | 3   | 3   | 5   | 6   | 8   | 8   |

## Statistieken
| Peter Schmeichel   | 1963-11-18 | Manchester United   | 6 | 0 | 0 | 97 | 0 |
| Verdediging        |            |                     |   |   |   |    |   |
| Jan Heintze        | 1963-08-17 | Bayer 04 Leverkusen | 6 | 0 | 0 |    |   |
| Thomas Helveg      | 1971-06-24 | Udinese             | 6 | 0 | 0 |    |   |
| Jes Høgh           | 1966-05-07 | Fenerbahçe SK       | 6 | 0 | 0 |    |   |
| Marc Rieper        | 1968-06-05 | Celtic              | 5 | 0 | 1 |    |   |
| Jacob Laursen      | 1971-10-06 | Derby County        | 4 | 0 | 0 | 20 | 0 |
| Claus Thomsen      | 1970-05-31 | AB Kopenhagen       | 4 | 0 | 0 |    |   |
| Michael Schjønberg | 1967-01-19 | FC Kaiserslautern   | 2 | 3 | 0 |    |   |
| Ole Tobiasen       | 1975-07-08 | Ajax Amsterdam      | 2 | 0 | 0 |    |   |
| Søren Colding      | 1972-09-02 | Brøndby IF          | 0 | 1 | 0 |    |   |
| Middenveld         |            |                     |   |   |   |    |   |
| Allan Nielsen      | 1971-03-13 | Tottenham Hotspur   | 6 | 0 | 2 |    |   |
| Per Frandsen       | 1970-02-06 | Bolton Wanderers    | 2 | 2 | 0 |    |   |
| Michael Laudrup    | 1964-06-15 | Ajax Amsterdam      | 2 | 0 | 1 |    |   |
| Morten Wieghorst   | 1971-02-25 | Celtic              | 1 | 1 | 0 |    |   |
| Morten Bisgaard    | 1974-06-25 | Odense BK           | 0 | 1 | 0 | 2  | 0 |
| Ole Bjur           | 1968-09-13 | Brøndby IF          | 0 | 1 | 0 | 3  | 1 |
| Aanval             |            |                     |   |   |   |    |   |
| Brian Laudrup      | 1969-02-22 | Glasgow Rangers     | 5 | 0 | 3 |    |   |
| Jon Dahl Tomasson  | 1976-08-29 | Newcastle United    | 3 | 1 | 0 |    |   |
| Miklos Molnar      | 1970-04-10 | Sevilla FC          | 2 | 2 | 2 |    |   |
| Per Pedersen       | 1969-03-30 | Borussia M’gladbach | 2 | 1 | 1 |    |   |
| Mikkel Beck        | 1973-05-12 | Middlesbrough       | 1 | 2 | 0 |    |   |
| Peter Møller       | 1972-03-23 | PSV Eindhoven       | 1 | 2 | 0 |    |   |